# Црна Драга
Црна Драга је насељено место у општини Ласиња, на Кордуну, Карловачка жупанија, Република Хрватска.

## Историја
Црна Драга се од распада Југославије до августа 1995. године налазила у Републици Српској Крајини. До територијалне реорганизације у Хрватској насеље се налазило у саставу бивше велике општине Вргинмост.

## Становништво
Насеље је према попису становништва из 2011. године имало 136 становника.
| Националност       | 1991.        |
| Хрвати             | 284 (97,59%) |
| Срби               | 0            |
| Југословени        | 6 (2,06%)    |
| остали и непознато | 1 (0,34%)    |
| Укупно             | 291          |